# Groupe de NGC 7223
Selon A. M. Garcia, le groupe de 7223 comprend au moins six galaxies situées dans la constellation du Lézard. La distance moyenne entre ce groupe et la Voie lactée est d'environ 63,7 Mpc (∼208 millions d'al). À ces six galaxies, il faut ajouter la galaxie LEDA 214803 car elle forme une paire de galaxies en interaction gravitationnelle avec NGC 7223.

## Membres
Le tableau ci-dessous liste les 6 galaxies du groupe indiquées dans l'article de A.M. Garcia paru en 1993 ainsi que la galaxie LEDA 214803.
| Nom         | Class.   | Type           | α (J2000.0)    | δ (J2000.0)   | Vitesse radiale (km/s) | m     | Distance (Mpc) | Diamètre (kal) |
| ----------- | -------- | -------------- | -------------- | ------------- | ---------------------- | ----- | -------------- | -------------- |
| NGC 7223    | SB(rs)bc | Spirale barrée | 22h 10m 09.16s | 41° 01′ 02.2″ | 4683 ± 3               | 12,2  | 64,7 ± 4,54    | 140            |
| PGC 67977   | Sb       | Spirale        | 22h 04m 22.42s | 39° 44′ 37.5″ | 4702 ± 10              | 12,9  | 64,9 ± 4,6     | 105            |
| PGC 67985   | SBbc:    | Spirale barrée | 22h 04m 30.76s | 41° 24′ 40.1″ | 4393 ± 5               | ?     | 60,5 ± 4,2     | 115            |
| PGC 68169   | ?        | ?              | 22h 09m 30.66s | 40° 56′ 46.3″ | 4690 ± 7               | ?     | 64,8 ± 4,6     | ?              |
| PGC 68171   | Sb       | Spirale        | 22h 09m 27.44s | 40° 59′ 22.9″ | 4476 ± 6               | 13,3  | 61,6 ± 4,3     | 37             |
| PGC 68178   | S0       | Lenticulaire   | 22h 09m 37.48s | 39° 16′ 58.0″ | 4703 ± 5               | 13,19 | 64,9 ± 4,6     | 97             |
| LEDA 214803 | ?        | ?              | 22h 10m 05.68s | 41° 01′ 44.0″ | 4391 ± 32              | ?     | 64,8 ± 4,6     | 69             |

Le site DeepskyLog permet de trouver aisément les constellations des galaxies mentionnées dans ce tableau ou si elles ne s'y trouvent pas, l'outil du site constellation permet de le faire à l'aide des coordonnées de la galaxie. Sauf indication contraire, les données proviennent du site NASA/IPAC.